# Dempster Highway

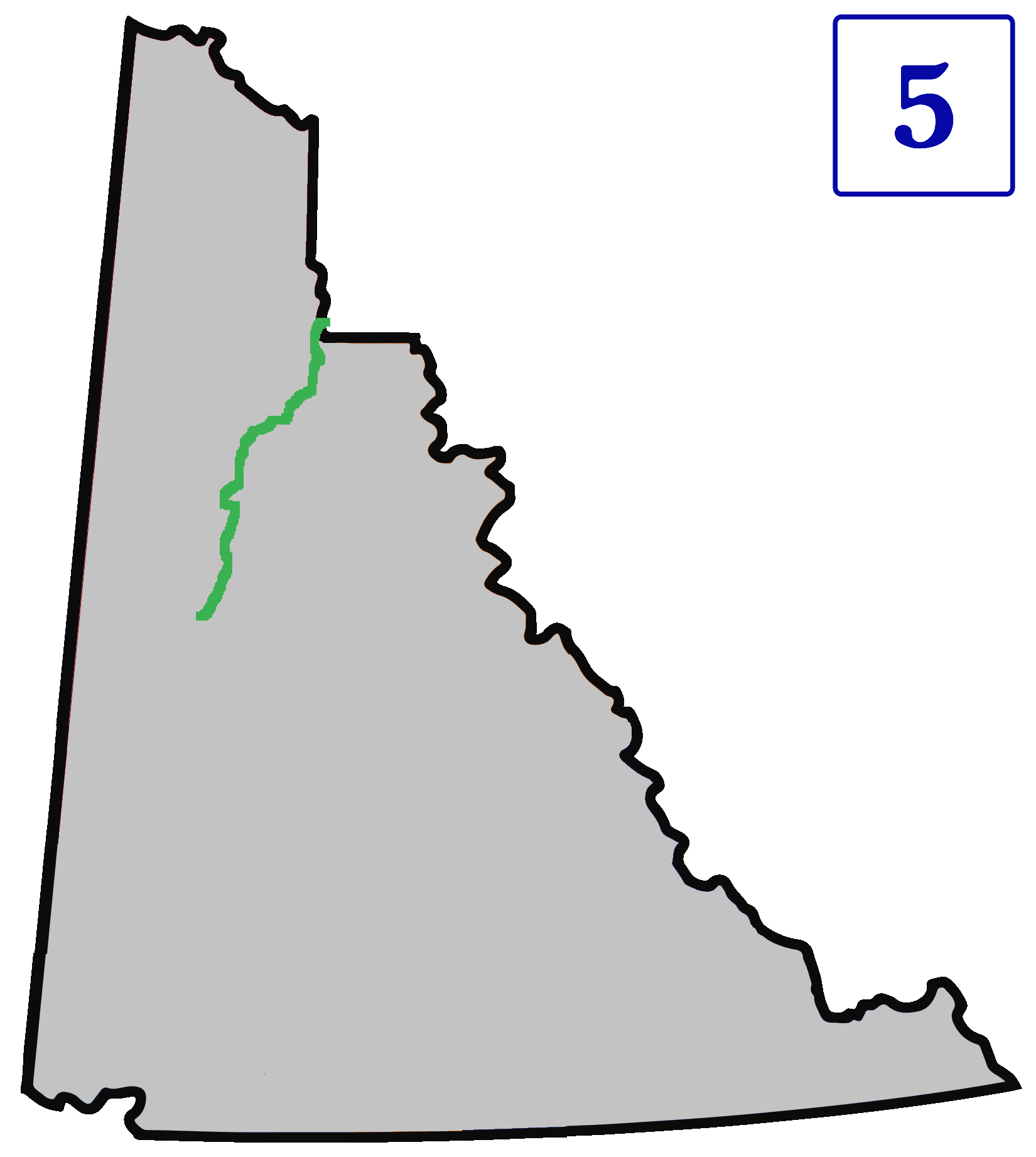

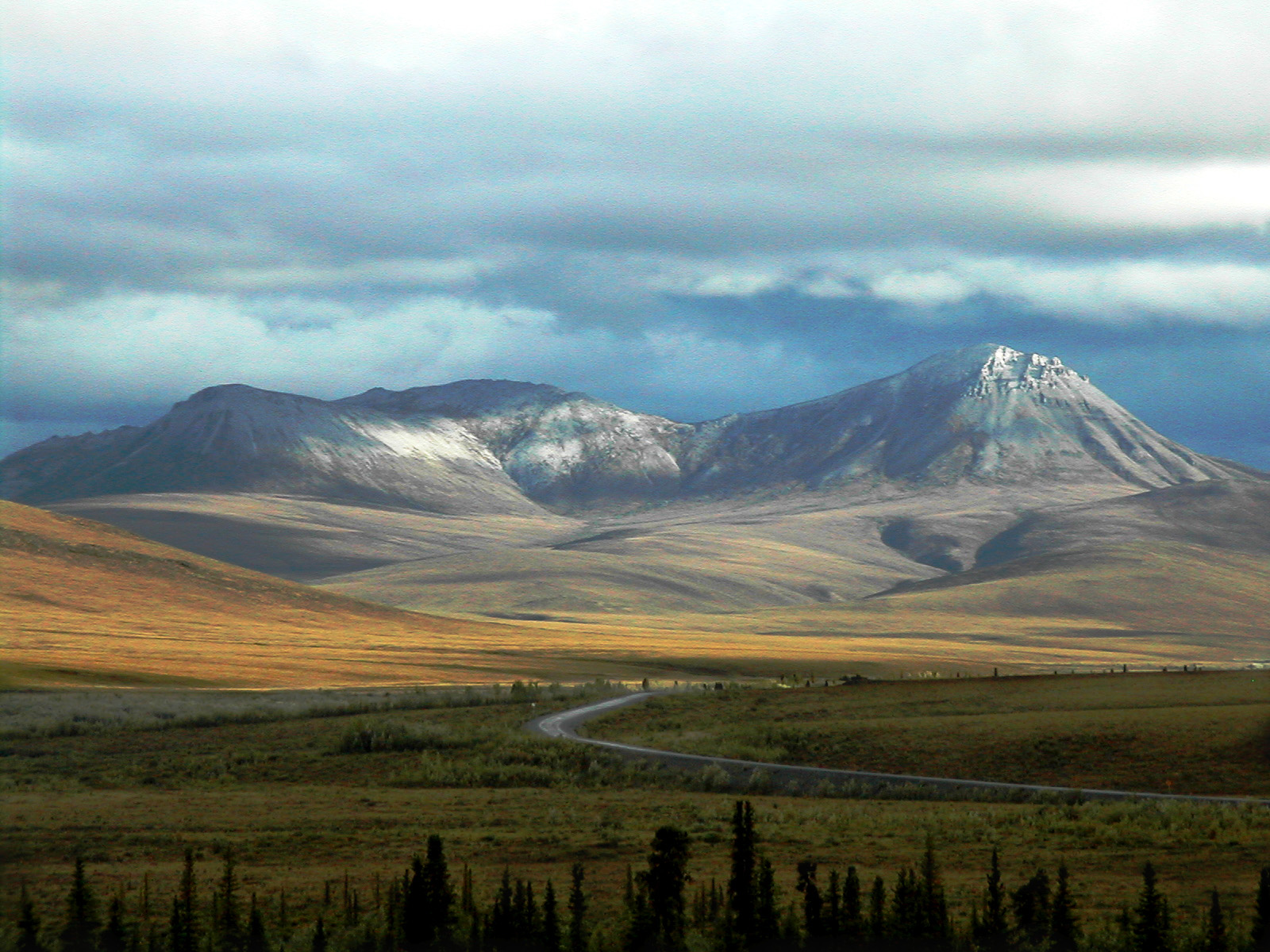
La Dempster Highway

La Dempster Highway (chiamata anche Yukon Highway 5 e Northwest Territories Highway 8) è una strada pubblica canadese che collega la Klondike Highway nel territorio dello Yukon ad Inuvik nel territorio denominato Territori del Nord-Ovest sul delta del fiume Mackenzie. Insieme alla Dalton Highway è una delle uniche due strade che attraversano il circolo polare artico in Nord America (l'unica in Canada).
La strada nel suo percorso attraversa i fiumi Peel e Mackenzie mediante traghetti (gratuiti) in estate e ponti di ghiaccio in inverno. Per questa ragione la strada non è percorribile nella sua interezza durante i periodi del disgelo in primavera (maggio e inizio di giugno) e del gelo in autunno (da metà ottobre a metà dicembre).
Dopo Inuvik è possibile proseguire fino a Tuktoyaktuk, sulla costa del Mar Glaciale Artico, mediante la Inuvik Tuktoyaktuk Highway, percorribile tutto l'anno, aperta nel 2017. Da Inuvik c'è anche un'altra strada verso Aklavik, percorribile solo in inverno perché attraversa molte ramificazioni del Mackenzie.

## Percorso
La Dempster Highway inizia a circa 40 km ad est di Dawson City nello Yukon sulla Klondike Highway che collega Skagway, in Alaska, con Dawson City. Il primo punto di ristoro (distributore di carburante, hotel, ristorante) si trova dopo 369 km a Eagle Plains. Dopo Eagle Plains un tratto di strada viene utilizzato come pista di atterraggio (Wiley Aerodrome) per voli di emergenza. A 405 km si attraversa il circolo polare artico, a 465 km si attraversa il confine fra il territorio dello Yukon e i Territori del Nord-Ovest, a 539 km si attraversa il fiume Peel e subito dopo si giunge al secondo (e ultimo) punto di ristoro a Fort McPherson. A 608 km si attraversa il fiume Mackenzie per giungere finalmente a Inuvik dopo 736 km dall'inizio.

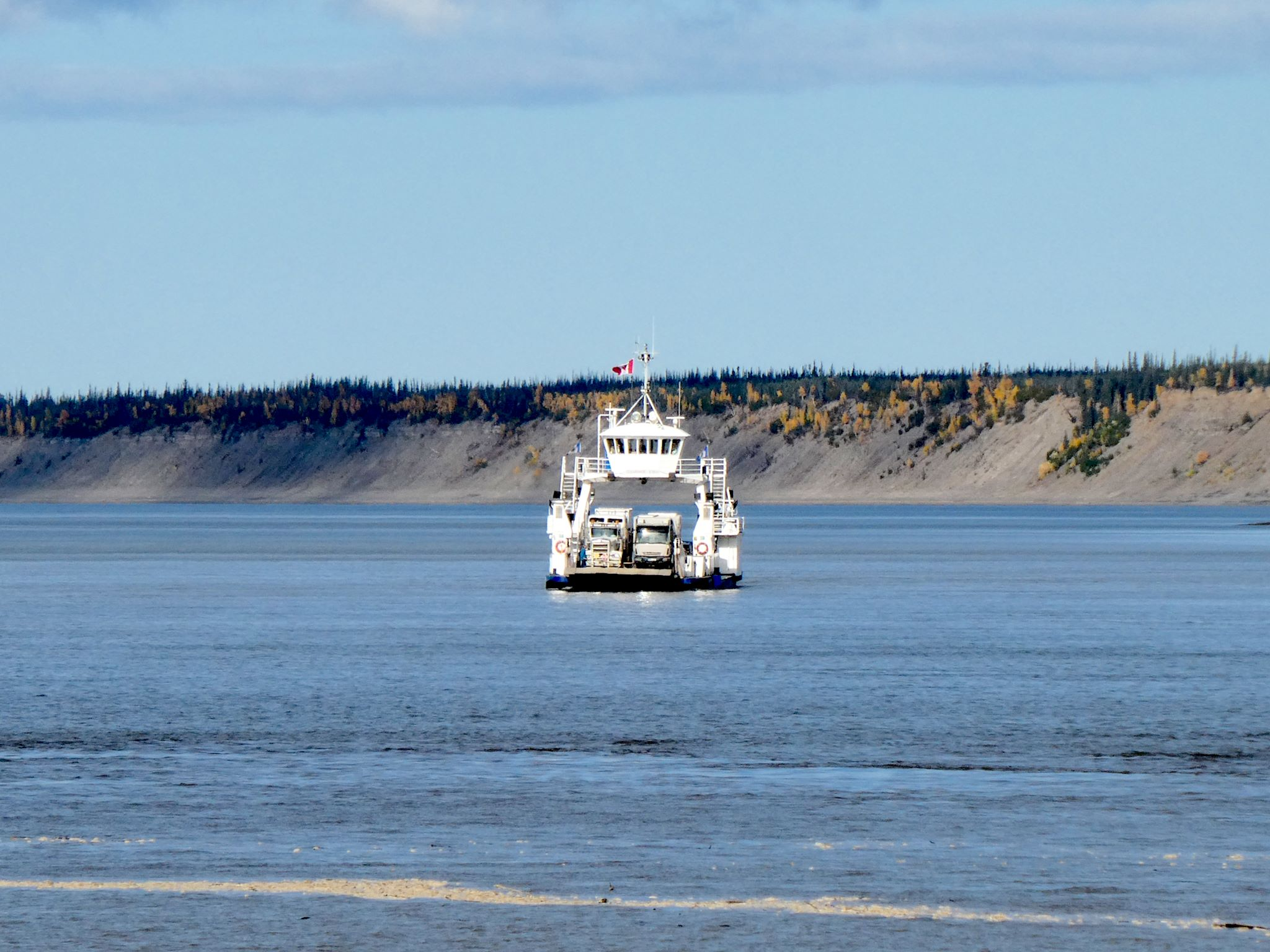
Il traghetto sul Mackenzie

La strada si snoda  in un paesaggio naturale, largamente privo di infrastrutture umane, attraverso i monti Ogilvie e Richardson. Lungo il percorso vi sono diverse aree di sosta e di campeggio, dotate di servizi essenziali e ben mantenute, ed è possibile osservare fauna e flora endemica. Il punto più alto è il North Fork Pass (1289 m sul livello del mare) dove la strada attraversa lo spartiacque continentale.

## Storia
L'interesse per una strada da Dawson City verso il Nord sorse nel 1958 quando sembrava che ci fossero dei promettenti giacimenti petroliferi nella zona di Eagle Plains e Aklavik. Con la decisione di costruire l'insediamento di Inuvik, il tracciato fu modificato per giungere a Inuvik invece che ad Aklavik. La costruzione fu interrotta nel 1962 quando si vide che i giacimenti petroliferi non erano economicamente convenienti, ma fu ripresa nel 1970 per assicurare un collegamento terrestre con Inuvik.
La realizzazione in condizioni così ostili pose numerosi problemi sia tecnici che logistici.
Per evitare che la strada venisse inghiottita dal terreno durante il disgelo fu necessario realizzare uno strato sottostante di ghiaia dello spessore fra 1,2 e 2,4 m per isolare la pavimentazione dal permafrost. L'intero percorso, compresi i traghetti, fu inaugurato nel 1979.
La strada prende il nome in onore del caporale William John Duncan Dempster della Royal North-West Mounted Police che nel febbraio-marzo 1911, partendo da Dawson City, condusse una spedizione di salvataggio su slitte alla ricerca di una pattuglia che si era persa nella zona di Fort McPherson.